# Sonchus canariensis
Sonchus canariensis là một loài thực vật có hoa trong họ Cúc. Loài này được (Sch.Bip.) Boulos miêu tả khoa học đầu tiên năm 1967.